# Pita Sharples
Peter Russell Sharples CBE (Waipawa, Hawke's Bay, 20 de juliol de 1941), conegut com a Pita Sharples, és un polític i acadèmic neozelandès que fou colíder del Partit Maori entre 2004 i 2013 i diputat de la Cambra de Representants de Nova Zelanda, representant la circumscripció electoral maori de Tāmaki Makaurau des de les eleccions de 2005. Formà part del gabinet de John Key.

## Inicis
Sharples va néixer a Waipawa, un poble de la regió de Hawke's Bay. La seva mare Ruiha era una maori de l'iwi Ngāti Kahungunu i el seu pare Paul era un esquilador neozelandès de segona generació de família de Bolton, Regne Unit.
La seva educació secundària la va rebre a l'Escola Secundària del Districte de Waipukurau a Waipukurau i al Col·legi Te Aute, en el qual seria head boy o líder estudiantil. Va realitzar la seva educació terciària a la Universitat d'Auckland, on es va graduar amb un BA en geografia i antropologia el 1966, un MA en antropologia el 1968 i amb un PhD el 1976.
El 1990 va ser nomenat Comandant de l'Imperi Britànic pels seus serveis educatius a Nova Zelanda.

## Diputat
| Parlament de Nova Zelanda |      |                 |        |        |
| Anys                      | Leg. | Circumscripció  | Llista | Partit |
| 2005-2008                 | 48   | Tāmaki Makaurau | 2      | Maori  |
| 2008-2011                 | 49   | Tāmaki Makaurau | 2      | Maori  |
| 2011-actualitat           | 50   | Tāmaki Makaurau | 8      | Maori  |

Després d'una controvèrsia entre Tariana Turia i altres polítics maoris i el Partit Laborista entre el 2003 i 2004, Turia creà el Partit Maori i Sharples va ser nomenat colíder. En les eleccions de 2005 Sharples va esdevenir diputat en guanyar en la circumscripció electoral maori de Tāmaki Makaurau contra John Tamihere del Partit Laborista; Sharples va rebre el 52,35% del vot contra el 41,24% de Tamihere.
En les eleccions de 2008 Sharples guanyà amb el 65,98% del vot. En segon lloc quedà Louisa Wall del Partit Laborista amb el 27,34% del vot. El Partit Verd, el Partit Kiwi i dos candidats independents van quedar per darrere de Sharples i Wall.
En les eleccions de 2011 de nou guanyà Sharples, però amb una majoria reduïda. Amb el 40,40% del vot, Sharples guanyà. Shane Jones del Partit Laborista quedà segon amb el 35,09% del vot, mentre que Kereama Pene del Partit Mana va rebre el 16,04% del vot i Mikaere Curtis del Partit Verd en va rebre el 8,46%.

### Ministre d'Afers Maoris
El Partit Maori va formar una coalició amb el Partit Nacional a l'acabar les eleccions de 2008. En aquesta coalició també en formaven part ACT Nova Zelanda i Unit Futur. Sharples fou nomenat Ministre d'Afers Maoris i des d'aleshores ocupa aquest càrrec. A més, és el Ministre Segon d'Educació i el Ministre Segon de Correccions.

### Fi de colideratge
El 2 de juliol de 2013 Sharples anuncià que dimitiria com a colíder del Partit Maori degut a la pressió per part de la colíder Turia i Te Ururoa Flavell, tot i que ell ho atribuí a una necessitat per un canvi i nova cara en el partit. Flavell el succeí a partir del 13 de juliol.

## Vida personal
Sharples està casat i té cinc fills.